# Gray Matter (jeu vidéo)
Gray Matter est un jeu vidéo d'aventure en point 'n' click développé par Wizarbox, et publié par dtp entertainment pour Windows et Xbox 360 en 2010.
Ce projet a été dirigé par Jane Jensen, rendue célèbre par la trilogie d'aventure Gabriel Knight sur laquelle elle avait travaillé en tant que game designer et figure majeure du jeu d'aventure des années 1990. Son mari Robert Holmes a également pris part à la création du jeu, puisqu'il est l'auteur de la musique du jeu.

## Synopsis

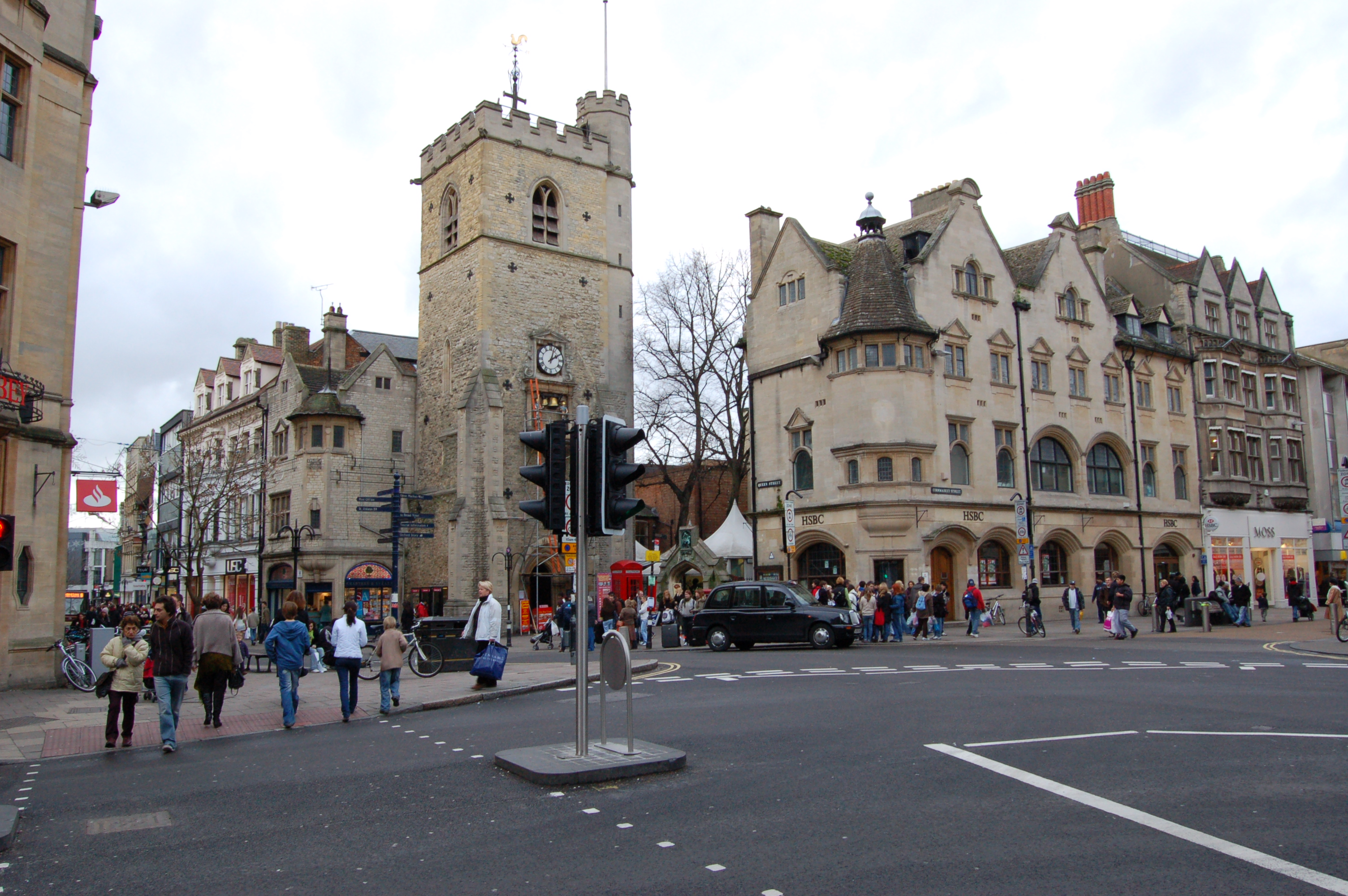
Tour Carfax à Oxford. On retrouve ce lieu dans Gray Matter à plusieurs reprises au cours du jeu.

Depuis qu'il a perdu sa femme dans un terrible accident, le célèbre et mystérieux neurobiologiste David Styles vit reclus dans son manoir de Dread Hill House en Angleterre. À la suite d'un malentendu, il engage Samantha Everett, magicienne fauchée, comme nouvelle assistante. Le joueur, qui joue alternativement avec les deux personnages, enquête sur des évènements étranges qui sèment le trouble à Oxford depuis peu.

## Personnages
Samantha Everett : Jeune américaine orpheline, elle parcours le monde en quête de nouveaux tours de magie. En arrivant à Oxford, son but initial est d'intégrer le prestigieux mais sélectif, club de prestidigitateurs Daedalus. Le joueur la voit pour la première fois alors qu'elle vient de se tromper de chemin et que sa moto tombe en panne au bord de la route, sous une pluie battante. Elle trouve alors refuge au manoir de Dread Hill House en se faisant passer pour la nouvelle assistante du Dr. Styles.
David Styles : Célèbre neurobiologiste qui travaille sur le psychisme. Tristement connu depuis un grave accident de voiture qui a tué sa femme et brulé la moitié de son visage. Terrassé par la mort de celle-ci, il vit depuis reclus dans son manoir et ne fait rien pour arranger sa réputation. Depuis que sa gouvernante lui a rapporté avoir vu plusieurs fois une jeune femme errer autour du manoir, il ne peut s'empêcher de faire le lien avec ses récentes visions du fantôme de sa défunte épouse. Il se lance alors dans un nouveau projet de recherches qui permettrait de prouver que le cerveau humain est capable de faire apparaître ce qu'il veut.

## Système de jeu
Étant un point 'n' click, le jeu se joue entièrement à la souris (pour la version PC). Ainsi, le joueur dirige Samantha ou David dans le décor et se déplace ou interagit avec des objets ou des personnages en cliquant dessus. Les objets peuvent être récupérés à l'aide du clic gauche et gardés pour servir plus tard, tandis que le clic droit permet de le prendre depuis l'inventaire. Ils peuvent également être combinés pour former de nouveaux objets et débloquer le scénario. Samantha étant une prestidigitatrice en herbe, celle-ci a à disposition un carnet de tours de magie qui seront souvent utiles pour avancer dans le jeu.
Le jeu se découpe en huit chapitres durant lesquels un certain nombre d'objectifs sera à remplir pour accéder au chapitre suivant (certains objectifs sont cependant facultatifs).

Tout au long de Gray Matter, le joueur devra résoudre des puzzles, des énigmes, ainsi que mener des interrogatoires et faire des tours de magie aux différents personnages qu'il sera amené à rencontrer.
Le gameplay reste le même pour les deux personnages (hormis le fait que David ne puisse pas réaliser de tours de magie). Néanmoins, l'ambiance et l'approche de l'intrigue diffèrent chez les deux héros, en sens qu'ils n'ont pas le même caractère, les mêmes convictions, ou les mêmes compétences, et poursuivent un but différent.

## Développement et sortie
La sortie de Gray Matter était initialement annoncée pour 2003, alors connu sous le nom de Projet Jane-J. En 2004, le développement du jeu est néanmoins mis en suspens jusqu'à l'intervention de l'éditeur allemand Anaconda deux ans plus tard, qui relance le travail. Le projet passe ensuite entre les mains de dtp entertainment. À la suite de différents retards, la date finale de sortie est finalement fixée à décembre 2010, de même qu'une sortie non seulement sur PC mais aussi sur Xbox 360.